# Núcleo Curucutu
O Núcleo Curucutu é uma Área de Preservação Permanente estadual localizada entre a Região Metropolitana da Baixada Santista e a Grande São Paulo. Sua área é preservada pelo Parque Estadual da Serra do Mar, Sua Sede fica no Extremo Sul da Cidade de São Paulo, e sua sub-sede na Cidade de Itanhaém.
Além de possuir um trecho de Mata Atlântica preservada, ficam no parque os Campos Nebulares e o Mirante do Curucutu, um ponto da capital no alto do Planalto de Piratininga de onde se pode avistar o mar e a cidade de Mongaguá. Dentro do território do núcleo, próximo à foz do Rio Capivari e sua junção ao Rio Branco de Itanhaém, ainda se encontra o único trecho do território da cidade de São Paulo ao nível do mar.

## Área ocupada pelos municípios de
- Itanhaém: 21.094,46 hectares
- São Paulo: 2.506,97 hectares
- Juquitiba: 2.941,22 hectares
- Mongaguá: 3.772,17 hectares
- Área Total: 37.514,72 hectares

## Informações
- Ecossitema: Mata Atlântica
- Altitude: 790 metros
- Clima: tropical úmido com estações bem definidas.
- Temperaturas: média anual de 20°C.
- Topografia: morros na parte continental e encostas na parte exposta ao oceano atlântico.
- Solo: variável com predominância de padrolicos nas partes altas.